# Christine (Dakota du Nord)
Pour les articles homonymes, voir Christine.
Christine est une ville située dans le comté de Richland, dans l’État du Dakota du Nord, aux États-Unis. Sa population s’élevait à 150 habitants lors du recensement de 2010, estimée à 163 habitants en 2018.

## Histoire
Christine a été fondée en 1883.

## Démographie
| Groupe            | Christine | Dakota du Nord | États-Unis |
| ----------------- | --------- | -------------- | ---------- |
| Blancs            | 98,0      | 90,0           | 72,4       |
| Autres            | 2,0       | 10,0           | 27,6       |
| Total             | 100       | 100            | 100        |
|                   |           |                |            |
| Latino-Américains | 2,7       | 2,0            | 16,7       |

Selon l’American Community Survey, pour la période 2011-2015, 98,56 % de la population âgée de plus de 5 ans déclare parler l'anglais à la maison, alors que 1,44 % déclare parler l'allemand.
| 1970 | 1980 | 1990 | 2000 | 2010 | - |
| ---- | ---- | ---- | ---- | ---- | - |
| 89   | 147  | 140  | 153  | 150  | - |

## Source
- (en) Cet article est partiellement ou en totalité issu de l’article de Wikipédia en anglais intitulé « Christine, North Dakota » (voir la liste des auteurs).

1. ↑  (en) « Population and Housing Unit Estimates » (consulté le 27 juin 2019)
2. ↑  (en) Bureau du recensement des États-Unis, « Census of Population and Housing » [archive du 26 avril 2015] (consulté le 31 octobre 2013)
3. ↑  (en) « Population Estimates », Bureau du recensement des États-Unis (consulté le 27 juin 2019)
4. ↑  (en) « Population of North Dakota - Census 2010 and 2000 », sur censusviewer.com.
5. ↑  (en) « Christine, ND Population - Census 2010 and 2000 », sur censusviewer.com.
6. ↑  (en) « Language spoken at home by ability to speak English for the population 5 years and over », sur factfinder.census.gov.
7. ↑  (en) « Statistiques des États-Unis - Dakota du nord - Profils des comtés de 2010 » (consulté en juin 2021)